# Cissura unilineata
Cissura unilineata är en fjärilsart som beskrevs av Paul Dognin 1891. Cissura unilineata ingår i släktet Cissura och familjen björnspinnare. Inga underarter finns listade i Catalogue of Life.